# 羅伯特·C·麥克法蘭
罗伯特·卡尔·“巴德”·麦克法兰（英語：Robert Carl "Bud" McFarlane，1937年7月12日—2022年5月12日）是美國海軍陸戰隊軍官，1983年至1985年擔任罗纳德·里根總統总统国家安全事务助理，在雷根政府內，麥克法蘭是美國海軍陸戰隊的主要設計師。戰略防禦計劃，旨在保護美國免受蘇聯彈道飛彈襲擊的項目。，1985年底因與其他政府人物意見分歧而辭去总统国家安全事务助理職務，但仍參與伊朗和真主黨的談判。
麥克法蘭是伊朗门事件的核心人物，雷根政府在這次行動中向伊朗輸送武器，並將利潤轉移到非法資助尼加拉瓜的右翼叛亂分子。當該計劃曝光後，政府官員實施一項計劃，將責任歸咎於麥克法蘭，以隔離雷根和高級官員。
他最終承認了四項輕罪，並承認他向國會隱瞞有關雷根政府支持反對派的資訊。麥克法蘭後來寫道：裡根“批准了我採取的每一項行動”，但“缺乏道德信念和理智勇氣來捍衛我們和他的國家”。麥克法蘭於1987年試圖自殺。
後來與伊朗門醜聞中的其他幾名人物一起在喬治·H·W·布希總統離任前不久被赦免。
麥克法蘭於2022年5月12日在密西根州蘭辛因肺部疾病去世。

## 外部連結
- Official Web Site of the Partnership for a Secure America
- Official Web Site of the Committee on the Present Danger
- Institute of World Politics （页面存档备份，存于）
- C-SPAN內的頁面（英文）